# 총비서
총비서(總祕書)는 베트남과 조선민주주의인민공화국에서 당수를 이르는 말이다.

## 총비서 목록
- 조선로동당 총비서
- 베트남공산당 서기장

## 같이 보기
- 차관 (관직)
- 비서
- 법률비서